# Monte Leone
Der Monte Leone ist mit 3553,4 m ü. M. der höchste Berg der nach ihm benannten Leone-Gruppe. Er befindet sich östlich vom Simplonpass, südöstlich von Brig in der Schweiz und nordwestlich von Domodossola in Italien.

## Lage und Umgebung
Über den Gipfel verläuft die Grenze zwischen Zwischbergen (Kanton Wallis, Schweiz) und Varzo (Provinz Verbano-Cusio-Ossola, Italien). Nach Westen fällt der Monte Leone mit dem Chaltwassergletscher Richtung nördlicher Simplonpassstrasse ab. In der Südseite liegt der Alpjergletscher, der oberhalb der Gondoschlucht liegt. Nach Osten fällt der Monte Leone mit einer über 1000 m hohen Felswand zum Lago d′Avino (2246 m s.l.m.) ab.
Nordwestlich des Monte Leone befindet sich die Monte-Leone-Hütte (2848 m).
Zu den Nachbargipfeln gehören das Wasenhorn (3246 m) und das Furggubäumhorn (2984 m) im Norden, die Cima di Valtendra (1697 m s.l.m.) im Westen, die Punta Valgrande (2856 m) im Süden sowie das Breithorn (3437 m) und das Hübschhorn (3192 m) im Westen.
Der am weitesten entfernte sichtbare Punkt (44° 10′ 17,4″ N, 11° 18′ 44,8″ O) vom Monte Leone befindet sich in südöstlicher Richtung, 375 m westlich des Monte Óggioli (1290 m s.l.m.), einem Berg des Appennino Tosco Emiliano in der Nähe des Passo della Raticosa in der Provinz Florenz in der Toskana und ist 341 km entfernt.
Talorte sind Brig und Domodossola. Häufige Ausgangspunkte sind der Simplonpass und die Monte-Leone-Hütte.

## Gebirgsgruppe
Der Berg befindet sich in der Monte-Leone-Blinnenhorn-Gruppe der Walliser Alpen, die hier jedoch separat als Leone-Gruppe (vgl. Karte) beschrieben wird. Unter den Gipfeln der Walliser Alpen hätte er keinen hohen Rang, innerhalb der Leone-Gruppe aber ist er der höchste, so wie auch in den gesamten Lepontinischen Alpen, in denen gleich mehrere Gebirgsgruppen zusammengefasst werden.

## Namensherkunft
Der Name des Berges hat keinen tierischen Ursprung und nichts mit dem Löwen (ital. leone) zu tun. Es handelt sich offensichtlich um einen Rechtschreibfehler der ersten Kartografen, die statt Monte di Aione, Monte Leone übertrugen. Aione ist der Name eines Weilers auf der Alpe Veglia, die sich nordöstlich des Monte Leone befindet.

## Routen auf den Gipfel
Der Normalweg auf den Gipfel führt über den Südgrat. Ausgangspunkt ist entweder der Simplonpass oder die Monte-Leone-Hütte (2848 m). Man steigt über den Homattupass (2867 m) auf den Homattugletscher und über diesen in den Breithornpass (3360 m), welcher den Monte Leone vom 3438 m hohen Breithorn trennt. Vom Pass folgt die Route über den Alpjergletscher auf den Südgrat und über diesen auf den Gipfel (leicht, Stellen II. Grad). Eine gletscherfreie Besteigung über den Südgrat ist möglich, wenn als Ausgangspunkt die Alpe Veglia oder Alpje gewählt wird.
Ein weiterer Anstieg führt über den West-Südwestgrat. Dazu wird ebenfalls in den Breithornpass gestiegen und von hier direkt der Grat auf den Gipfel verfolgt (wenig schwierig, II. Grad).
Im Winter kann der Monte Leone auch als Skitour bestiegen werden.

## Galerie

Monte Leone mit dem Chaltwassergletscher.
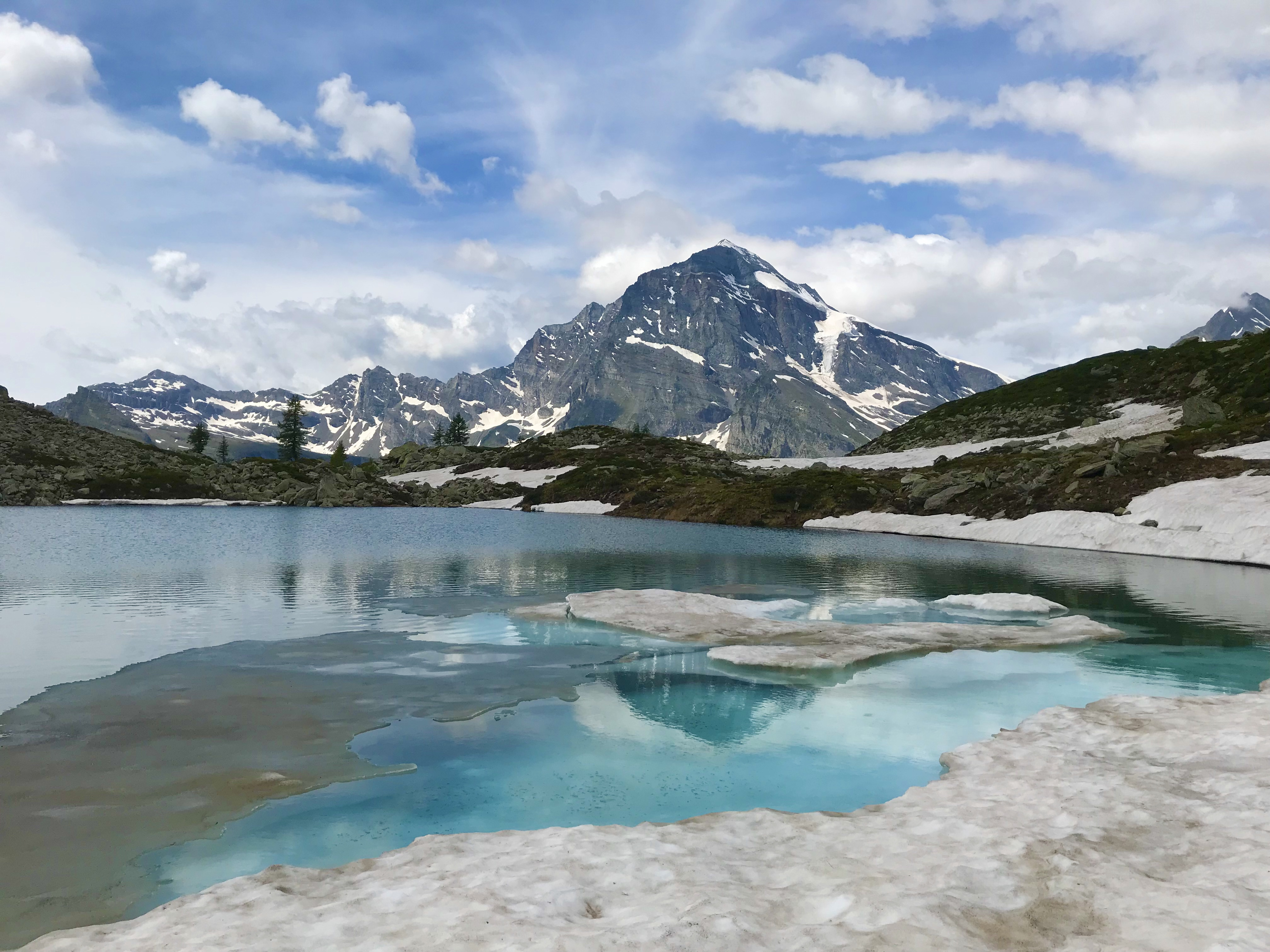
Monte Leone, von der Alpe Veglia aus aufgenommen.
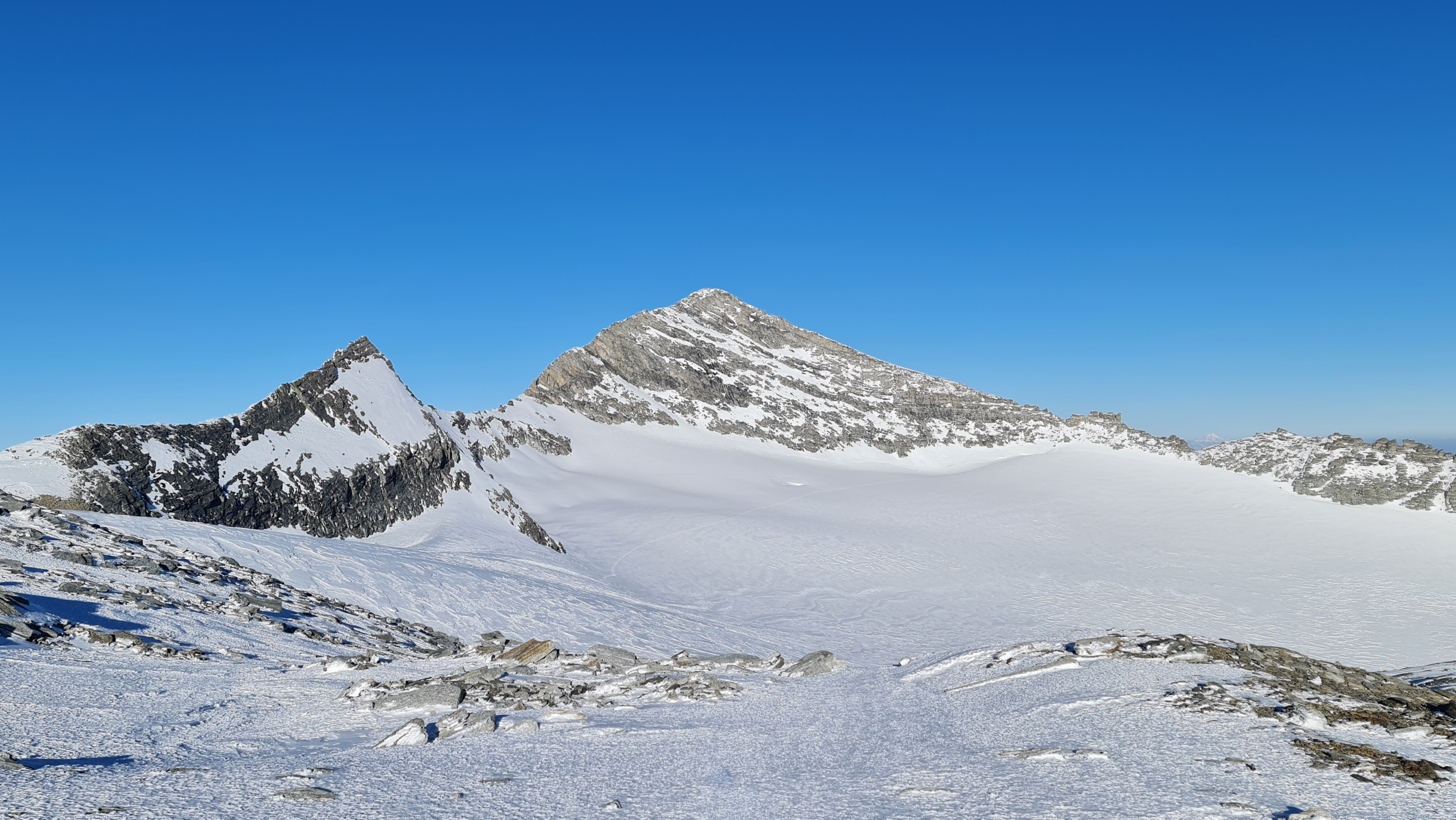
Monte Leone und Alpjergletscher, fotografiert vom Breithornpass.
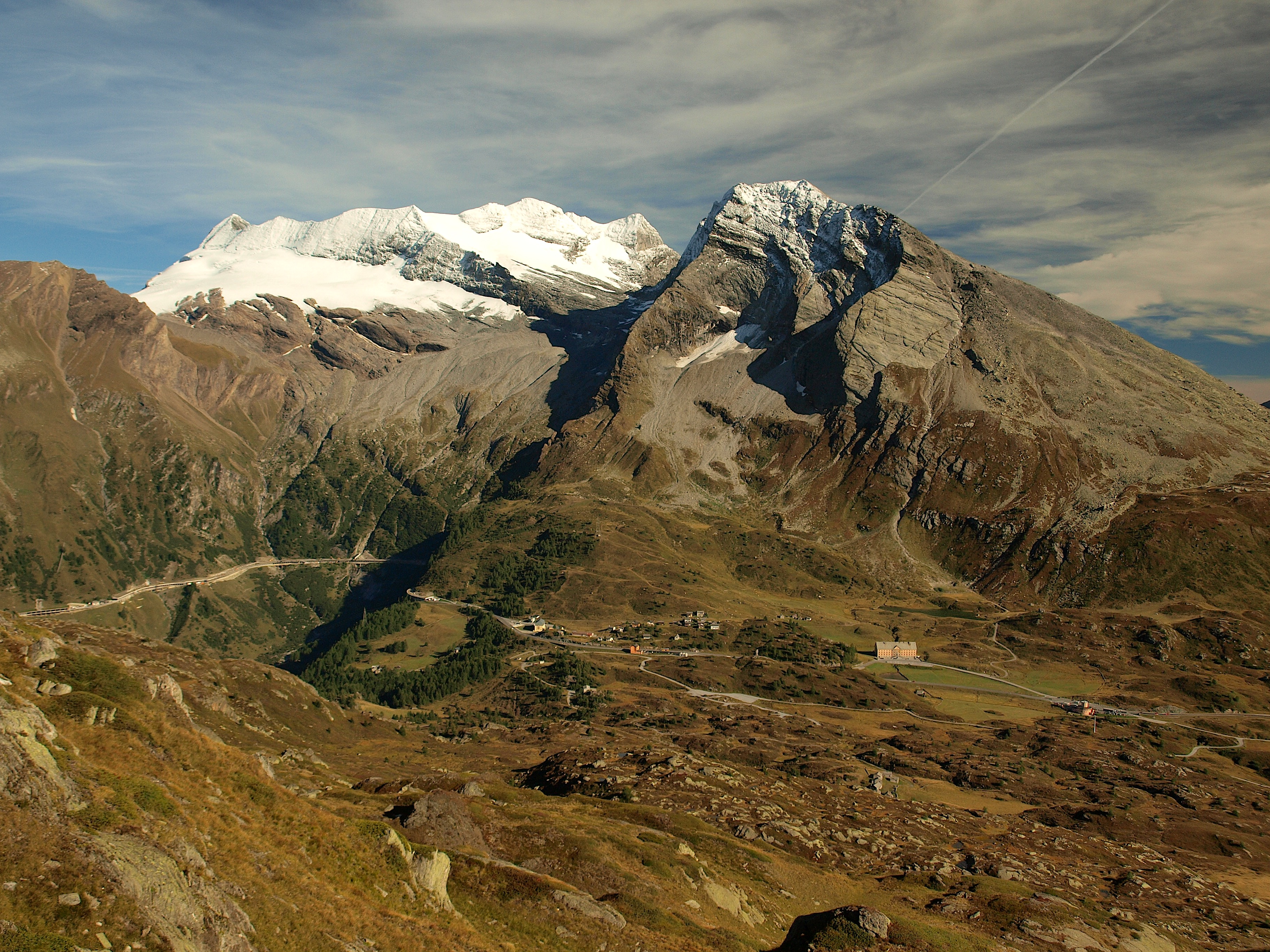
Hübschhorn (r.) und Monte Leone, unterhalb der Simplonpass und das Simplon-Hospiz.
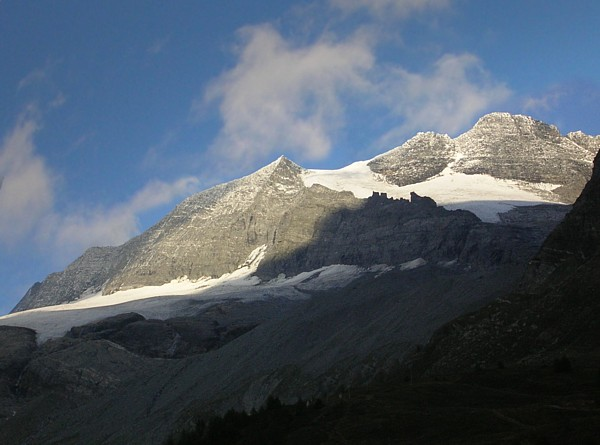
Monte Leone (ganz links im Bild) vom Simplonpass.